# Oonops donaldi
Oonops donaldi är en spindelart som beskrevs av Arthur M. Chickering 1951. Oonops donaldi ingår i släktet Oonops och familjen dansspindlar.
Artens utbredningsområde är Panama. Inga underarter finns listade i Catalogue of Life.